# Bernardo Sandoval Rojas
Bernardo Sandoval Rojas, španski rimskokatoliški duhovnik, škof in kardinal, * 20. april 1546, Aranda de Duero, † 7. december 1618.